# Новая Москва (Омская область)
Новая Москва — исчезнувшая деревня в Исилькульском районе Омской области. Располагалась на территории современного Медвежинского сельского поселения. Точная дата упразднения не установлена.

## География
Располагалась в 3 км к северу от села Медвежье.

## История
Основана в 1919 г.
В 1928 г. хутор Новая Москва состоял из 21 хозяйства. В составе Кульджугутского сельсовета Исилькульского района Омского округа Сибирского края.

## Население
По переписи 1926 г. на хуторе проживало 82 человека (33 мужчины и 49 женщин), основное население — белорусы.